# Protium (växter)
Protium är ett släkte av tvåhjärtbladiga växter. Protium ingår i familjen Burseraceae.

## Dottertaxa tillProtium, i alfabetisk ordning[1]
- Protium aidanianum
- Protium altissimum
- Protium altsonii
- Protium alvarezianum
- Protium amazonicum
- Protium amplum
- Protium apiculatum
- Protium aracouchini
- Protium araguense
- Protium attenuatum
- Protium bahianum
- Protium bangii
- Protium baracoense
- Protium beandou
- Protium boomii
- Protium brasiliense
- Protium buenaventurense
- Protium calanense
- Protium calendulinum
- Protium carana
- Protium carnosum
- Protium carolense
- Protium colombianum
- Protium confusum
- Protium connarifolium
- Protium copal
- Protium costaricense
- Protium cranipyrenum
- Protium crassipetalum
- Protium crenatum
- Protium cubense
- Protium cundinamarcense
- Protium cuneatum
- Protium dawsonii
- Protium decandrum
- Protium demerarense
- Protium divaricatum
- Protium ecuadorense
- Protium elegans
- Protium ferrugineum
- Protium fragrans
- Protium gallicum
- Protium gallosum
- Protium giganteum
- Protium glabrescens
- Protium glabrum
- Protium glaucescens
- Protium glaucum
- Protium glaziovii
- Protium glomerulosum
- Protium grandifolium
- Protium guacayanum
- Protium guianense
- Protium hebetatum
- Protium heptaphyllum
- Protium icicariba
- Protium inodorum
- Protium javanicum
- Protium kleinii
- Protium klugii
- Protium krukoffii
- Protium laxiflorum
- Protium leptostachyum
- Protium llanorum
- Protium lucidum
- Protium macgregorii
- Protium macrocarpum
- Protium macrophyllum
- Protium macrosepalum
- Protium madagascariense
- Protium maestrense
- Protium marthae
- Protium melinonis
- Protium meridionale
- Protium minutiflorum
- Protium montanum
- Protium morii
- Protium multiramiflorum
- Protium nervosum
- Protium nitidifolium
- Protium nodulosum
- Protium obtusifolium
- Protium occultum
- Protium opacum
- Protium ovatum
- Protium pallidum
- Protium panamense
- Protium paniculatum
- Protium pecuniosum
- Protium peruvianum
- Protium pilosellum
- Protium pilosum
- Protium pittieri
- Protium plagiocarpium
- Protium poeppigianum
- Protium polybotryum
- Protium pristifolium
- Protium ptarianum
- Protium pullei
- Protium puncticulatum
- Protium ravenii
- Protium reticulatum
- Protium retusum
- Protium rhynchophyllum
- Protium robustum
- Protium rubrum
- Protium sagotianum
- Protium serratum
- Protium spruceanum
- Protium strumosum
- Protium subacuminatum
- Protium subserratum
- Protium tenuifolium
- Protium tonkinense
- Protium tovarense
- Protium trifoliolatum
- Protium unifoliolatum
- Protium urophyllidium
- Protium warmingianum
- Protium veneralense
- Protium vestitum
- Protium widgrenii
- Protium yunnanense